# Адела Лувенська
Адела Лувенська (пом. 1083) — маркграфиня Майсена, а пізніше маркграфинею Саксонської Остмарки.

## Життя
Адела була дочкою Ламберта II Лувенського та Уди Лотарингської (також звана Ода Верденська), дочки Готело I Лотарингського.
До 1060 року Адела Лувенська вийшла заміж за Оттона I, маркграфа Майсена, графа Веймара. Після смерті Отто в 1067 році Екберт I, маркграф Майсенський, намагався зректися власної дружини, Іммілли Туринської, щоб одружитися з Аделею та закріпити за собою Майсенську марку. Екберт помер у 1068 році, а наступного року Адела вийшла заміж за Деді I Лужицького. Деді також намагався претендувати на марку Майсен через шлюб з Аделою, і повстав проти Генріха IV, коли Генріх відмовився інвестувати Деді в це майно. Ламперт з Герсфельда зобразив Аделу як рушійну силу повстання Деді, назвавши її «найлютішою дружиною» (saevissima uxor). За словами Ламперта, Адела підштовхнула Деді до дії, сказавши йому: «Якби він був чоловіком, він не отримав би цю несправедливість без помсти, і не поводився б менш мужньо, ніж її перший чоловік [Отто]». Ламберт додає, що ходили чутки, що Адела була причетна до вбивства Деді II (сина Деді I від його першої дружини, Оди) у 1069 році.

## Родина
Зі своїм першим чоловіком Оттон, Адела народила 3 дітей:
- Ода (пом. 1111), яка вийшла заміж за Екберта II Майсенського
- Кунігунда (пом. після 1117 р.), яка вийшла заміж за Ярополка, сина Ізяслава I, потім за Куно з Нордгайма і, нарешті, за Віпрехта фон Гройча.
- Адельгейда (пом. 1100), яка послідовно вийшла заміж за Адальберта II, графа Балленштедта, і графів-палатинів Германа та Генріха.

З другим чоловіком Деді Адела народила таких дітей:
- Генріх, який згодом правив і Лужицею, і Мейсеном
- Конрада, який загинув у битві з вендами.